# Wonna
Wonna [ˈvɔnna] (tiếng Đức: Wonne)  là một ngôi làng ở quận hành chính của Gmina Biskupiec, trong huyện Nowomiejski, Warmińsko-Mazurskie, ở miền bắc Ba Lan. Nó nằm khoảng 10 kilômét (6 mi) phía đông bắc Biskupiec, 17 km (11 mi) về phía tây bắc của Nowe Miasto Lubawskie và 73 km (45 mi) về phía tây của thủ đô khu vực Olsztyn.